# Petru Groza
Pour les articles homonymes, voir Groza.
Petru Groza, né le 7 décembre 1884 et mort le 7 janvier 1958, homme politique et homme d'affaires roumain, avait été une figure publique importante de l'entre-deux-guerres dans le Royaume de Roumanie. Il fut le chef du gouvernement de coalition (6 mars 1945 — 1952), qui s'est mis au service des communistes soutenus par les autorités soviétiques d'occupation (le Parti ouvrier roumain) ; il assura, d'abord sous une apparence démocratique, la transition rapide de la Roumanie vers le régime communiste. Petru Groza a été ensuite le chef de l'État, aux pouvoirs symboliques, en sa qualité de président du Présidium de la Grande Assemblée nationale (2 juin 1952 - 7 janvier 1958).
Groza, qui fonde une organisation radicale paysanne nommée le Front des laboureurs (Frontul Plugarilor) pendant la Grande Dépression, devient chef du gouvernement en 1945 au moment où le général Nicolae Rădescu, qui assure brièvement le pouvoir à la fin de la Seconde Guerre mondiale, est forcé de démissionner par la délégation soviétique dirigée par le fameux commissaire du Peuple adjoint pour les Affaires étrangères de l'Union soviétique, Andreï Vychinski.
Avec Groza comme Premier ministre soumis aux communistes, et après des essais désespérés d'opposition (la « grève royale » entre août 1945 et janvier 1946), le roi Michel Ier est forcé d'abdiquer le 31 décembre 1947, et la nation devient officiellement la République populaire roumaine.
Après avoir été compromis par son rôle de compagnon de route des communistes et de l'Union soviétique, Groza, en qualité de Premier ministre, préside à la consolidation de la loi communiste en Roumanie, et est remplacé en 1952 par Gheorghe Gheorghiu-Dej, qui était déjà de facto depuis 1945 le véritable homme fort du pays.

## Biographie

### Enfance et carrière
Né de parents aisés à Băcia, une commune près de Deva en Transylvanie, Groza a de nombreuses opportunités dans sa jeunesse d'établir des relations et un degré de notoriété qui se montreront très utiles pour la suite dans sa carrière politique. Groza commence ses études supérieures à l'université de Budapest, avant de les continuer à Leipzig et à Berlin.
À la veille de la Première Guerre mondiale, Groza termine ses études et retourne à Deva pour y travailler comme avocat. En 1918, Groza émerge sur la scène politique en obtenant un poste au Conseil dirigeant de Transylvanie (Consiliul Dirigent), qu'il garde les deux années suivantes. Pendant cette période de sa vie, Groza établit une collection de contacts politiques, en travaillant dans diverses organisations religieuses et politiques de Transylvanie. De 1919 à 1927, par exemple, Groza obtient le poste de représentant au Synode et au Congrès de l'Église orthodoxe roumaine.
Début 1920, Groza commence à occuper le poste de ministre pour la Transylvanie et de ministre des Travaux publics et des Communications. À cette époque, il amasse une fortune personnelle en tant que propriétaire terrien aisé et s'établit une réputation importante comme « laïc » dans l'Église orthodoxe roumaine, un poste qui lui servira plus tard au Parti communiste roumain qui tente désespérément d'attirer le soutien de l'Église de l'Orient qui est l'autorité religieuse la plus populaire de la nation en 1945.

### Montée au pouvoir
Malgré son retrait bref de la vie publique en 1928 après avoir tenu des postes politiques mineurs, Groza revient sur le devant de la scène en 1933, en fondant une organisation politique radicale à base paysanne, le Front des laboureurs. Bien que le mouvement commençât d'abord à s'opposer aux niveaux d'endettement toujours plus hauts des paysans roumains pendant la récession et à l'incapacité du Parti national paysan de porter assistance à la classe paysanne la plus marginalisée, en 1944 l'organisation est principalement sous contrôle des communistes.
Alors que le Parti communiste a un peu plus d'un millier d'adhérents officiels en 1944, les chefs communistes roumains sont mis dans la situation d'établir une large coalition d'organisations politiques. Cette coalition comprend quatre organisations majeures : la Société roumaine pour l'amitié avec l'Union soviétique, l'Union des patriotes de Roumanie, la Défense patriotique de Roumanie et, de loin le plus répandu dans le peuple, le Front des laboureurs de Groza. Grâce à sa position comme chef politique de la plus grande organisation du front communiste, Groza peut peser dans la sphère politique roumaine lorsque le Front des laboureurs rejoint le Parti communiste roumain pour créer le Front national démocratique en octobre 1944.
La position éminente de Groza à l'intérieur du Front national démocratique lui offre l'occasion de devenir chef de gouvernement, quand en janvier 1945, le gouvernement du général Nicolae Rădescu rencontre l'opposition farouche des communistes Ana Pauker et Gheorghe Gheorghiu-Dej, en raison de la faute avérée de Rădescu de négocier avec des sympathisants fascistes.
Les communistes mobilisent alors les travailleurs pour monter une série de manifestations contre Rădescu, et en février les manifestations dégénèrent en émeutes violentes. Alors que les communistes prétendent légèrement que l'armée est responsable de la mort de civils innocents, Rădescu sape son propre soutien populaire, lorsqu’il déclare que les communistes seraient des « étrangers sans Dieu ni nation ». En réponse, une délégation soviétique menée par Andrei Y. Vishinsky, le commissaire adjoint aux Affaires étrangères, arrive à Bucarest pour forcer Rădescu à démissionner et installe Groza comme chef du gouvernement le 6 mars 1945.

### Gouvernement Groza
Pour confirmer l'installation de Groza comme chef du gouvernement roumain, des élections sont tenues le 19 novembre 1946. Malgré le fait que le Front des laboureurs est devenu une partie de la coalition qui a échoué pour constituer une majorité à la Grande Assemblée nationale, les élections truquées "confirment" Groza comme chef de gouvernement, en dépit des vives protestations des États-Unis et du Royaume-Uni qui croient que, compte tenu des accords signés à la Conférence de Yalta en 1945, que seules des « autorités gouvernementales intérimaires représentatives de la population » devraient être soutenues par les plus grandes puissances.
En conséquence, le gouvernement Groza est considéré de façon permanente comme illégitime aux États-Unis et au Royaume-Uni, qui soutenaient, sans la moindre chance, les partis "bourgeois" historiques et le camp monarchiste autour du roi Michel Ier.
Malgré les protestations des deux puissances, la représentation communiste directe au sein du gouvernement Groza n'est pas encore tellement plus visible que celle des autres partis roumains traditionnels. Les figures importantes du Parti communiste roumain, Ana Pauker and Gheorghiu-Dej, plaident pour que le gouvernement Groza maintienne une façade de gouvernement de coalition, et fonctionne de telle manière à ce que le parti communiste puisse à la fin gagner la confiance des masses, car la sympathie pour la doctrine communiste dans l'immédiat après-guerre est relativement faible parmi la population générale, avec seulement un millier de membres du parti en août 1944.
C'est pourquoi des leaders communistes comme Pauker et Gheorghiu-Dej n'ont pas encore de postes officiels dans le gouvernement de la dite "large concentration démocratique" de Groza. Groza maintient l'illusion d'un gouvernement de coalition, en nommant des membres de diverses formations politiques à des postes dans son cabinet et en insistant sur les buts immédiats du gouvernement dans des termes génériques et non idéologiques. Il déclare dans une réunion de cabinet le 7 mars 1945, par exemple, que le gouvernement va chercher à garantir la sécurité et l'ordre pour la population, appliquer les lignes politiques populaires de réforme agraire, et se concentrer sur le « nettoyage rapide » de la bureaucratie de l'état, en pourchassant les criminels de guerre et les responsables des crimes de guerre commis sous le gouvernement fasciste de Ion Antonescu.

### Chef de gouvernement
Dans ses premiers jours de chef de gouvernement, Groza obtient son premier succès important. Le 10 mars 1945, l'Union soviétique donne son accord à la réunification à la Roumanie du nord de la Transylvanie, un territoire qui a déjà  fait partie de la Roumanie de 1918 à 1940, et dont la population a toujours été majoritairement roumaine. Groza, lui-même bon connaisseur de la langue hongroise, promet que les droits de chaque groupe ethnique seront garantis (particulièrement ceux des Hongrois). Jusque-là, selon l'opinion de Joseph Staline, le gouvernement roumain précédent du general Rădescu avait permis un tel degré de sabotage et de terrorisme dans la région qu'il ne serait pas possible pour l'URSS d'accepter de  livrer le territoire aux Roumains. En conséquence, sur la seule garantie de Groza, le gouvernement soviétique décide de « satisfaire à la pétition du gouvernement roumain ». L'acquisition de ce territoire, habité à environ 58 % par des Roumains en 1945, est considéré comme un succès majeur du régime Groza.
Groza continue d'améliorer l'image de son gouvernement en renforçant la position du Parti communiste avec une série de réformes politiques. Ainsi il élimine tout élément antagoniste dans la bureaucratie du gouvernement et dans le territoire nouvellement acquis de Transylvanie, il renvoie trois préfets, y compris celui de la capitale de la région, celui de Cluj. Les préfets renvoyés sont immédiatement remplacés par des officiels du gouvernement, directement engagés par Groza, de façon à renforcer les éléments loyalistes dans le gouvernement local de la région. Groza promet aussi une série de réformes agraires au profit du personnel militaire, par confiscation des propriétés des traitres et des collaborateurs pendant l'occupation hongroise sous Miklós Horthy, le régime de Ferenc Szálasi, et l'Allemagne nazie.
En dépit de l'apparence de libéralisme à la suite de l'accord sur le vote des femmes, Groza poursuit des réformes qui tentent de museler l'activité des médias dissidents politiques de la nation. Durant le premier mois de sa présidence, Groza manœuvre pour fermer Romania Nouă, un journal populaire publié par des sources proches de Iuliu Maniu, le chef du traditionnel Parti national paysan, en désaccord profond avec les réformes en cours. En un mois, Groza ferme neuf journaux de province et une série de périodiques qui, selon ses dires, étaient les produits de « ceux qui avaient servi le fascisme et l'Hitlérisme ».
Groza continue sa répression en limitant le nombre des partis politiques. Bien qu'il eût promis de purger uniquement des individus de la bureaucratie gouvernementale et des corps diplomatiques juste après sa prise de pouvoir, les communistes sous les auspices du gouvernement Groza, commencent en juin 1947 à s'attaquer à des organisations politiques entières, en arrêtant des membres clés du Parti national paysan, et emprisonne Maniu « pour ses crimes politiques contre le peuple roumain ».
En août de la même année, le Parti national paysan et le Parti national libéral de Roumanie sont dissous et en 1948, la coalition gouvernementale incorpore ouvertement le Parti des travailleurs roumains (nouveau nom du Parti communiste, après l'union des communistes avec une fraction fidèle du Parti social-démocrate et l'Union populaire hongroise), donnant un coup fatal à toute opposition politique dans l'État.
Groza et les communistes se heurtent alors aux dernières forces oppositionnelles du pays et au prestige de la monarchie. Bien que ses pouvoirs soient devenus minimes sous le régime Groza, le roi symbolise la mémoire de la monarchie traditionnelle roumaine, et fin 1945, il presse Groza de démissionner. Le roi soutient que la Roumanie doit respecter les accords de Yalta, en soulignant la nécessité de former en Roumanie, avec l'accord des puissances alliées, un gouvernement de coalition plus large, plus représentatif. Groza rejette sans fard la demande, et les relations entre les deux hommes restent tendues les années suivantes ; Groza et le roi ne s'entendent pas, entre autres, sur la poursuite des criminels de guerre et sur l'accord de la citoyenneté roumaine à titre honoraire à Staline, en août 1947. Finalement, le 30 décembre 1947, les communistes et Groza forcent le roi Michel à abdiquer, abolissent la monarchie, puis proclament la « République populaire roumaine ».

### Résultats de Groza
Après que Gheorghiu-Dej prit lui-même la tête du gouvernement en 1952, Groza occupe la position honorifique de chef de l'État (président du Présidium de la Grande Assemblée nationale) pendant six ans jusqu'en 1958, et meurt de complications opératoires à l'estomac en 1958. Bien que n'étant pas un membre officiel du Parti communiste, Groza permit l'introduction graduelle d'un régime communiste en Roumanie. En jouant un rôle difficilement indépendant des Soviétiques et des chefs du Parti communiste, Groza permit le mise de l'hégémonie du Parti communiste sur des bases plus solides, et, à travers la répression de la presse et des organisations politiques, limita toute forme d'opposition ou de dissidence dans l'État. En ayant éliminé l'opposition et le roi, le gouvernement de prétendue « large concentration démocratique » présidé par Petru Groza masqua la transition vers le régime communiste. En fait, l'homme fort du pays était déjà depuis 1945 le leader communiste Gheorghe Gheorghiu Dej, avec une période de direction collégiale jusqu'en 1952.